# Stephanie de Lampron
Stephanie de Lampron, född 1220/25, död 1249, var drottning av Cypern och gift med kung Henrik I av Cypern. Hon var dotter till Konstantin av Lampron, regent av Armenien, och Stephanie av Barbaron. Äktenskapet var barnlöst.